# V509 Cassiopeiae
V509 Cassiopeiae (V509 Cas) é uma estrela na constelação de Cassiopéia.
V509 Cassiopeiae é uma estrela hipergigante branco-amarelada tipo F com uma magnitude aparente de +5.10. Está a aproximadamente 7800 anos-luz da Terra. É classificada como uma estrela variável semiregular e seu brilho varia de magnitude entre +4.75 a +5.5.